# Communes de la province de Bénévent
- Haut – A
- B
- C
- D
- E
- F
- G
- H
- I
- J
- K
- L
- M
- N
- O
- P
- Q
- R
- S
- T
- U
- V
- W
- X
- Y
- Z

## A
- Airola
- Amorosi
- Apice
- Apollosa
- Arpaia
- Arpaise

## B
- Baselice
- Bénévent
- Bonea
- Bucciano
- Buonalbergo

## C
- Calvi
- Campolattaro
- Campoli del Monte Taburno
- Casalduni
- Castelfranco in Miscano
- Castelpagano
- Castelpoto
- Castelvenere
- Castelvetere in Val Fortore
- Cautano
- Ceppaloni
- Cerreto Sannita
- Circello
- Colle Sannita
- Cusano Mutri

## D
- Dugenta
- Durazzano

## F
- Faicchio
- Foiano di Val Fortore
- Foglianise
- Forchia
- Fragneto Monforte
- Fragneto l'Abate
- Frasso Telesino

## G
- Ginestra degli Schiavoni
- Guardia Sanframondi

## L
- Limatola

## M
- Melizzano
- Moiano
- Molinara
- Montefalcone di Val Fortore
- Montesarchio
- Morcone

## P
- Paduli
- Pago Veiano
- Pannarano
- Paolisi
- Paupisi
- Pesco Sannita
- Pietraroja
- Pietrelcina
- Ponte
- Pontelandolfo
- Puglianello

## R
- Reino

## S
- San Bartolomeo in Galdo
- San Giorgio La Molara
- San Giorgio del Sannio
- San Leucio del Sannio
- San Lorenzello
- San Lorenzo Maggiore
- San Lupo
- San Marco dei Cavoti
- San Martino Sannita
- San Nazzaro
- San Nicola Manfredi
- San Salvatore Telesino
- Sant'Agata de' Goti
- Sant'Angelo a Cupolo
- Sant'Arcangelo Trimonte
- Santa Croce del Sannio
- Sassinoro
- Solopaca

## T
- Telese Terme
- Tocco Caudio
- Torrecuso

## V
- Vitulano